# Diego Aranega
 (novembre 2018).
Si vous disposez d'ouvrages ou d'articles de référence ou si vous connaissez des sites web de qualité traitant du thème abordé ici, merci de compléter l'article en donnant les références utiles à sa vérifiabilité et en les liant à la section « Notes et références ».
Diego Aranega est un dessinateur de presse et de bande dessinée français, né en 1970. 

## Biographie
Diego Aranega est né d’une mère croate et d’un père pied-noir espagnol. En 1994, après des études aux Beaux-Arts de Nancy, il commence à vendre ses dessins à de nombreux journaux tels que XL le magazine, Libération, Télérama, Je bouquine, La Vie, Stratégies, Le Monde, L'Obs, etc.
Diego Aranega partage son temps entre la bande dessinée et le dessin de presse. Depuis novembre 2013, il collabore toutes les semaines au Canard enchaîné.

## Œuvres

### Presse
Depuis 1994, Diego Aranega publie ou a publié dans Fluide glacial, Siné Mensuel, Libération, XL le magazine, Télérama, Je bouquine, SVM Mac, La Vie, Le Monde, Stratégies, L'Obs, Le Canard enchaîné, 60 Millions de consommateurs.

### Albums
- Gros stress sur galaxon, La Nef des Fous - (1996)
- Focu, Éditions Paquet - 5 tomes :

1. Les aventures de Focu (1999)[1]
2. Le guide du savoir dire (2002)
3. Les 110 commandements (2003)
4. Love Coach (2004)
5. Tu ne diras pas / Tu diras plutôt (2012)

- Levez la main droite et dites je l'crois, Moreno&Co - Collection Les grandes surfaces - (2000)
- Victor Lalouz, Dargaud-Poisson Pilote - 3 tomes

1. En route pour la gloire (2006)
2. L'Idole des jeunes (2007)
3. La Rançon du succès (2008)

- 100 000 milliwatts, Delcourt-Shampooing - scénario - dessin de Jochen Gerner

1. Printemps (2007)

- Casiers judiciaires -  dessin - scénario de Lefred-Thouron - Dargaud

1. Tome 1 (2008)
2. Tome 2 (2009)

- S&Fils, Dargaud -  dessin - scénario de Benoît Delépine  (2010)
- Oggy et les Cafards - Dargaud - scénario - dessin de Frévin

1. Plouf, Prouf, Vrooo! (avril 2010)
2. Crac, Boum, Miaouuuuu! (novembre 2010)
3. Bip...Bip...Bip... (septembre 2011)

- Boule et Bill tome 33 : 1 scénario. (2011)
- Boule et Bill tome 34 : 2 scénarios. (2013)
- Anthroporama - la société française par l'exemple, Fluide Glacial -  (2015)